# Miss You (canción de Jérémie Makiese)
«Miss You» es una canción del cantante belga Jérémie Makiese. Se lanzó como sencillo el 10 de marzo de 2022, y el vídeo musical oficial se publicó en el canal de YouTube del Festival de Eurovisión. La canción representó a Bélgica en el Festival de la Canción de Eurovisión 2022 en Turín, Italia, después de haber sido seleccionada internamente por la Radio Télévision Belge de la Communauté Française (RTBF), la emisora belga para el Festival de la Canción de Eurovisión.

## Publicación
La canción se estrenó el 10 de marzo de 2022 en el programa de radio belga Le 8/9, y la canción acabó sonando en el canal de televisión belga La Une, y poco después en el canal de YouTube del Festival de Eurovisión.

## Festival de la Canción de Eurovisión

### Selección
La RTBF anunció el 15 de septiembre de 2021 que había seleccionado internamente a Jérémie Makiese para representar a Bélgica en el Festival de la Canción de Eurovisión 2022; la primera emisora en hacerlo para la edición de 2022.

### En Eurovisión
Según las normas de Eurovisión, todos los países, a excepción del país anfitrión y los "Cinco Grandes" (Francia, Alemania, Italia, España y el Reino Unido), deben clasificarse en una de las dos semifinales para poder competir en la final; los diez mejores países de cada semifinal pasan a la final. La Unión Europea de Radiodifusión (UER) dividió a los países competidores en seis grupos diferentes, basándose en los patrones de votación de los concursos anteriores, con países con historiales de votación favorables colocados en el mismo grupo. El 25 de enero de 2022 se celebró un sorteo de asignaciones que colocó a cada país en una de las dos semifinales, así como en la mitad del espectáculo en la que actuarían. Bélgica fue colocada en la segunda semifinal, celebrada el 12 de mayo de 2022, y actuó en el puesto 16 de los 18 países que participaron en el espectáculo. En 2022, la canción obtuvo un total de 64 puntos, colocándose así en la posición n.º 19 en la clasificación final del festival.